# Кяхкёнен, Хейки
Хейкки Кяхкёнен (фин. Heikki Kähkönen; 26 декабря 1891 — 30 июня 1962) — финский борец греко-римского стиля, призёр Олимпийских игр.
Хейкки Кяхкёнен родился в 1891 году в общине Ряаккюля. В 1917 году занял пятое место на чемпионате Финляндии по греко-римской борьбе.
После обретения Финляндией независимости Хейкки Кяхкёнен в 1920 году принял участие в Олимпийских играх в Антверпене где завоевал серебряную медаль.